# Mediatek 1389
Mediatek 1389 (eller MTK 1389) är ett chipset som finns i många DVD-spelare med stöd för DivX- och XviD-formaten.
Det speciella med spelare som har detta chip, är att dess firmware går att modifiera, vilket gör att man kan göra visuella ändringar som att byta ut menyernas bakgrundsbilder eller teckensnittet som används till undertexter vid uppspelning av DivX/XviD-filmer.

## Kända märken som använt sig av MTK MT1389
- OPPO
- Pioneer Corporation
- Philips
- Technica
- Yamaha Corporation